# Hilário da Conceição
Hilário Rosário da Conceição eller bare Hilário (født 19. marts 1939 i Lourenço Marques, Portugisisk Mozambique) er en tidligere portugisisk fodboldspiller (venstre back) og -træner.
Hilário spillede 15 sæsoner hos hovedstadsklubben Sporting Lissabon. Her var han med til at vinde tre portugisiske mesterskaber, tre pokaltitler, samt Pokalvindernes Europa Cup i 1964.
Hilário spillede, mellem 1959 og 1971, 39 kampe for Portugals landshold. Han var en del af det portugisiske hold, der vandt bronze ved VM i 1966 i England. Her spillede han alle portugisernes seks kampe, inklusive bronzekampen mod Sovjetunionen.
Efter sit karrierestop var Hilário over en periode på tre årtier træner for en lang række klubber, blandt andet SC Braga og Sporting Lissabons andethold.